# Miloslav Rajčan
Miloslav Rajčan (* 6. listopadu 1949) byl slovenský politik za HZDS, po sametové revoluci československý poslanec Sněmovny národů Federálního shromáždění.

## Biografie
Ve volbách roku 1992 byl za HZDS zvolen do slovenské části Sněmovny národů. Ve Federálním shromáždění setrval do zániku Československa v prosinci 1992. Uvádí se bytem Topoľčianky. V 90. letech působil jako přednosta okresního úřadu v Nitře. Na tomto postu setrval do prosince 1995, kdy byl odvolán a nahradil ho jiný člen HZDS Ján Kovarčík. Důvodem pro odvolání z přednostenské funkce mělo být to, že přijal prezidenta Michala Kováče, s nímž tehdy vláda HZDS vedla spory. Rajčan byl pak vyloučen z HZDS.